# Pilargis tardigrada
Pilargis tardigrada är en ringmaskart som först beskrevs av Webster 1879.  Pilargis tardigrada ingår i släktet Pilargis och familjen Pilargidae. Inga underarter finns listade i Catalogue of Life.